# J. J. Liu
Joanne Jishung „J. J.“ Liu (* 10. April 1965 in Taipeh) ist eine professionelle taiwanische Pokerspielerin. Sie gewann 2006 das Main Event der World Poker Tour.

## Persönliches
Liu wuchs mit drei Brüdern und einer Schwester in Taiwan auf und sammelte in ihrer Kindheit bereits erste Erfahrungen mit chinesischen Glücksspielen. Nach ihrem Abschluss an der Ming-Chuan-Universität zog sie nach Peoria im US-Bundesstaat Illinois. Dort machte sie an der Bradley University einen Master-Abschluss in Informatik. Anschließend arbeitete Liu im kalifornischen Palo Alto einige Jahre als Softwareentwicklerin für das Raumfahrtunternehmen Space Systems/Loral.

## Pokerkarriere
Liu kam während ihrer Zeit als Softwareentwicklerin mit Poker in Berührung und spielte zunächst die Variante Limit Hold’em.
Ihre erste Geldplatzierung bei einem Live-Turnier erzielte Liu Anfang Mai 1996 bei der World Series of Poker (WSOP) im Binion’s Horseshoe in Las Vegas. Dort erreichte sie bei einem Turnier in Limit Hold’em den Finaltisch, den sie auf dem mit mehr als 30.000 US-Dollar dotierten vierten Platz beendete. Im Januar 1997 gewann sie das Poker Classic im Four Queens Resort and Casino in Las Vegas und sicherte sich eine Siegprämie von über 40.000 US-Dollar. Bei der WSOP 2002 saß Liu erneut an einem Finaltisch und wurde im No Limit Hold’em Fünfte für knapp 35.000 US-Dollar. Mitte Mai 2003 belegte sie bei der Ladies Championship der WSOP 2003 den zweiten Platz. Ende März 2005 entschied Liu die World Poker Challenge in Reno für sich und erhielt eine Siegprämie von rund 90.000 US-Dollar. Beim Main Event der World Poker Tour (WPT), dem Five Diamond World Poker Classic Mitte Dezember 2005 im Hotel Bellagio am Las Vegas Strip, wurde sie Vierte und sicherte sich damit ein Preisgeld von mehr als 360.000 US-Dollar. Ende August 2006 gewann sie die Ladies Night Out der WPT in Los Angeles und erhielt neben dem Titel einen Platz beim finalen WPT-Event der Staffel. Im März 2007 schaffte Liu erneut den Sprung an den Finaltisch des WPT-Main-Events und belegte nach verlorenem Heads-Up gegen Ted Forrest den zweiten Platz, der mit ihrem bisher höchsten Preisgeld von 600.000 US-Dollar bezahlt wurde. Ende November 2008 gewann sie das Deep Stack Extravaganza im Venetian Resort Hotel am Las Vegas Strip und erhielt den Hauptpreis von knapp 170.000 US-Dollar. Beim WPT-Main-Event in Biloxi wurde Liu im Januar 2010 Achte für knapp 50.000 US-Dollar. Bei der mittlerweile im Rio All-Suite Hotel and Casino ausgespielten WSOP 2010 belegte sie den mit mehr als 85.000 US-Dollar dotierten dritten Platz bei einem Turnier in Pot Limit Hold’em. Ende Mai 2014 gewann Liu das High Roller der Asia Pacific Poker Tour in Macau und sicherte sich eine Siegprämie von umgerechnet mehr als 180.000 US-Dollar. Die Goliath Million Anfang Juni 2016 im Planet Hollywood Resort and Casino am Las Vegas Strip entschied sie ebenfalls für sich und erhielt dafür mehr als 100.000 US-Dollar.
Insgesamt hat sich Liu mit Poker bei Live-Turnieren mehr als 3,5 Millionen US-Dollar erspielt. Damit ist sie nach James Chen die zweiterfolgreichste aller taiwanischen Pokerspieler und steht auf dem achten Platz der erfolgreichsten Frauen nach Turnierpreisgeldern.